# Peltre
|  | Per a altres significats, vegeu Peltre (Mosel·la). |

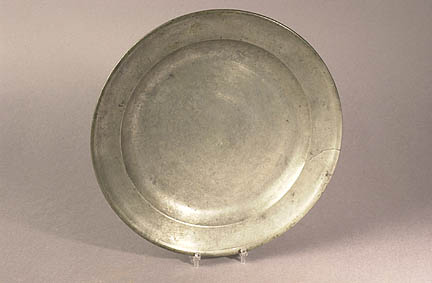
Plat de peltre

El peltre és un aliatge fet d'estany, coure, antimoni i plom. És mal·leable –tant que arriba a deformar-se només d'estrenye'l fortament amb la mà–, tou i de color blanc, amb alguna similitud amb l'argent; és poc reactiu i es fon a 320 °C, característiques que el fan molt adient per a la fabricació d'ornaments. Durador i dúctil, amb el temps agafa una pàtina interessant i se'l pot forjar de manera que adopti qualsevol forma. Aquesta substància fou utilitzada també per Niépce per obtenir la primera fotografia.
Tradicionalment, ha estat compost d'un 85% a un 99% d'estany, amb un 1-4% de coure per atorgar-li duresa; si se li afegeix un petit percentatge de plom agafa un color blavós. Té un aspecte lluent, brunyit i argentat, i igual que la plata tendeix a ennegrir-se a causa de l'oxidació si no rep tractament químic.

## Tipus de peltre
- Fi, usat per fer coberts. Compost d'un 96-99% d'estany i un 1-4% de coure.
- Trifle, també usat per fer coberts i vaixella rústica. Compost d'un 92% d'estany, un 1-4% de coure i més del 4% de plom.
- Lay (o ley), normalment no s'utilitza per fer estris que estiguin en contacte amb el menjar i la beguda perquè conté més del 15% de plom i petites quantitats d'antimoni.

## Història
El peltre ja el feien servir els romans en la construcció dels aqüeductes; de fet, la peça de peltre més antiga que s'ha trobat prové d'una tomba egípcia del 1450 aC. A l'edat mitjana s'utilitzava per fabricar ornaments i, a les esglésies més pobres, era usat com a substitut de la plata. Precisament és a l'època medieval quan creix la popularitat del peltre, amb què es fan les vaixelles de les cases benestants en substitució de les tradicionals de fusta, procés anàleg al que va succeir més endavant en països com els Estats Units durant els segles XVIII i xix a les cases de classe mitjana i alta.